# 南方復臨大學
南方復臨大學（英語：Southern Adventist University）是一所位於美國田納西州的私立四年制基督復臨安息日會大學。這間學院成立於1892年。

## 歷史

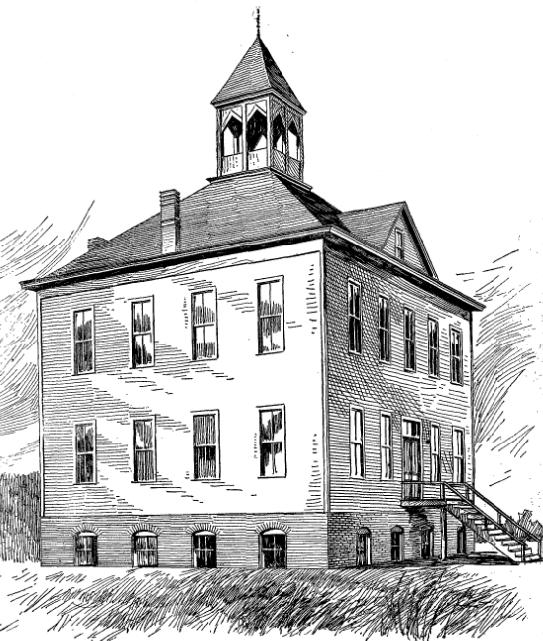
葛雷斯維爾學院，1895年

南方復臨大學起源於1892年在美國田納西州葛雷斯維爾成立的葛雷斯維爾學院。在南北戰爭期間，學院受到波及。當時的奇卡莫加戰役與查塔努加戰役都發生在田納西州這區域內，也是將軍威廉·特庫姆賽·薛曼發動亞特蘭大戰役的集結地。葛雷斯維爾學院剛成立時並無得到任何復臨教會的經濟援助。到1897年，學院更名為南方工業學校(Southern Industrial School)。1901年，學院更名南方訓練學校(Southern Training School)。1996年，更名為南方復臨大學。

## 學術
- 根據2025年美國新聞與世界報導，南方復臨大學在美國區域性大學南區排名第34名[6]。

## 校刊
南方復臨大學定期出版ㄧ本名叫專欄（columns）的校刊。

## 外部連結
- 南方復臨大學官方網站

## 資料來源
1. ↑  U.S.News:Southern Adventist University
2. ↑  Start Edu
3. ↑  2025 The Institute of Education Sciences
4. ↑  National Aeronautics and Space Administration
5. ↑  田納西州百科全書
6. ↑  U.S.News:Southern Adventist University Rankings
7. ↑  issuu